# Die Gartenlaube
„Die Gartenlaube” – Illustrirtes Familienblatt (następnie „Illustriertes Familienblatt”, od 1938 „Die neue Gartenlaube”) – niemiecki tygodnik ilustrowany założony w 1853.
Wydawcą czasopisma był Ernst Keil. Publikowano w nim materiały z dziedziny kultury, nauki i sztuki. Pismo poprzez swoją wszechstronność stanowi interesujące źródło dotyczące niemieckiej historii kultury. W 1895 Johann Strauss opublikował na jego łamach walc pt. Gartenlaube Waltz, zadedykowany czytelnikom. Czasopismo ukazywało się do 1944.

## Wybrani autorzy
- Christian Wilhelm Allers (1857–1915)
- Alfred Edmund Brehm (1829–1884)
- Fedor Flinzer (1832–1911)
- Theodor Fontane (1819–1898)
- Ludwig Ganghofer (1855–1920)
- Carl Grote (1839–1907)
- Karl Gutzkow (1811–1878)
- Anna Ritter (1865–1921)
- Friedrich Emil Rittershaus (1834–1897)
- August Scherl (1849–1921)
- Carl Ludwig Schleich (1859–1922)
- Wilhelm Wundt (1832–1920)